# 운동부
운동부는 학교 혹은 회사에서 운동을 연마하여 경기 등에 나가는 조직을 의미한다.
전문 운동 선수를 육성하는 운동부와 취미 활동으로 운영되는 운동부로 나뉜다.

## 같이 보기
- 스포츠 클럽